# Reiley
Rani Petersen, conocido artísticamente como Reiley (Tórshavn, 24 de noviembre de 1997), es un cantante feroés. En 2023 fue seleccionado como representante de Dinamarca en el Festival de la Canción de Eurovisión 2023 con la canción "Breaking My Heart".

## Biografía
Reiley nació y creció en las Islas Feroe, una dependencia del Reino de Dinamarca. En 2019, viajó entre Londres y Los Ángeles para grabar música y consiguió un contrato discográfico con Atlantic Records al año siguiente. En 2021, se lanzó su sencillo debut Let It Ring, que logró un éxito particular en Corea del Sur.
En enero de 2023, fue confirmado entre los 8 participantes del Dansk Melodi Grand Prix, un festival utilizado para seleccionar al representante danés en el Festival de la Canción de Eurovisión, con el tema "Breaking My Heart". El 11 de febrero, Reiley participó en el evento, donde el voto combinado de la audiencia y el jurado lo eligió como ganador y representante nacional en el Festival de la Canción de Eurovisión 2023, celebrado en Liverpool, convirtiéndose en el primer artista feroés en representar a Dinamarca en el certamen europeo.

## Discografía

### EP
- 2021 – BRB, Having an Identity Crisis

### Sencillos
- 2021 – Let It Ring
- 2021 – Superman
- 2022 – Blah Blah Blah
- 2022 – Moonlight
- 2023 – Breaking My Heart